# Plage de Babin
La plage de Babin est une plage en herbe située sur le hameau de Vieux-Bourg à Morne-à-l'eau, commune française de Guadeloupe.  

## Description
La plage de Babin, longue d'environ 300 m, se situe à la pointe Geffrier dans l'anse Babin sur le lieu-dit Babin dans le hameau de Vieux-Bourg, à 7 km à l'ouest de Morne-à-l'eau. Elle est le point de départ d'une randonnée menant à Vieux-Bourg par la mangrove. 
La plage offre une étendue herbeuse permettant de se délasser au soleil et est aménagée depuis 1987 avec des chemins entretenus, sillonnés de carbets. Elle est célèbre pour ses bains de boue argileuse réputés pour soigner les rhumatismes, les arthroses et les maladies de la peau,. La mer y est calme et offre peu de profondeur. Elle est ainsi réputée idéale pour les familles avec des enfants en bas âge. Elle présente un fond caillouteux ou rocheux. 

## Galerie

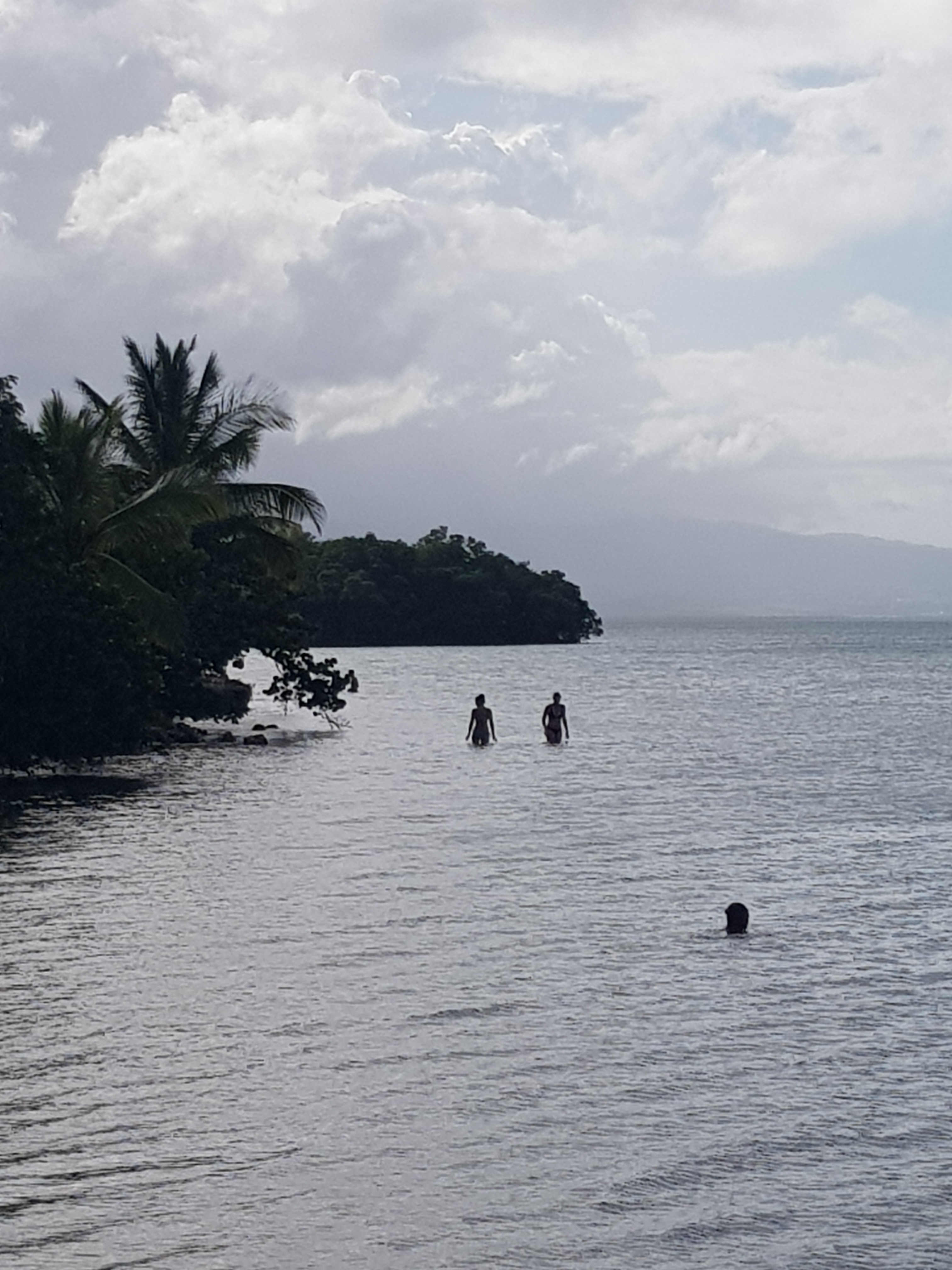
Pointe Geffrier
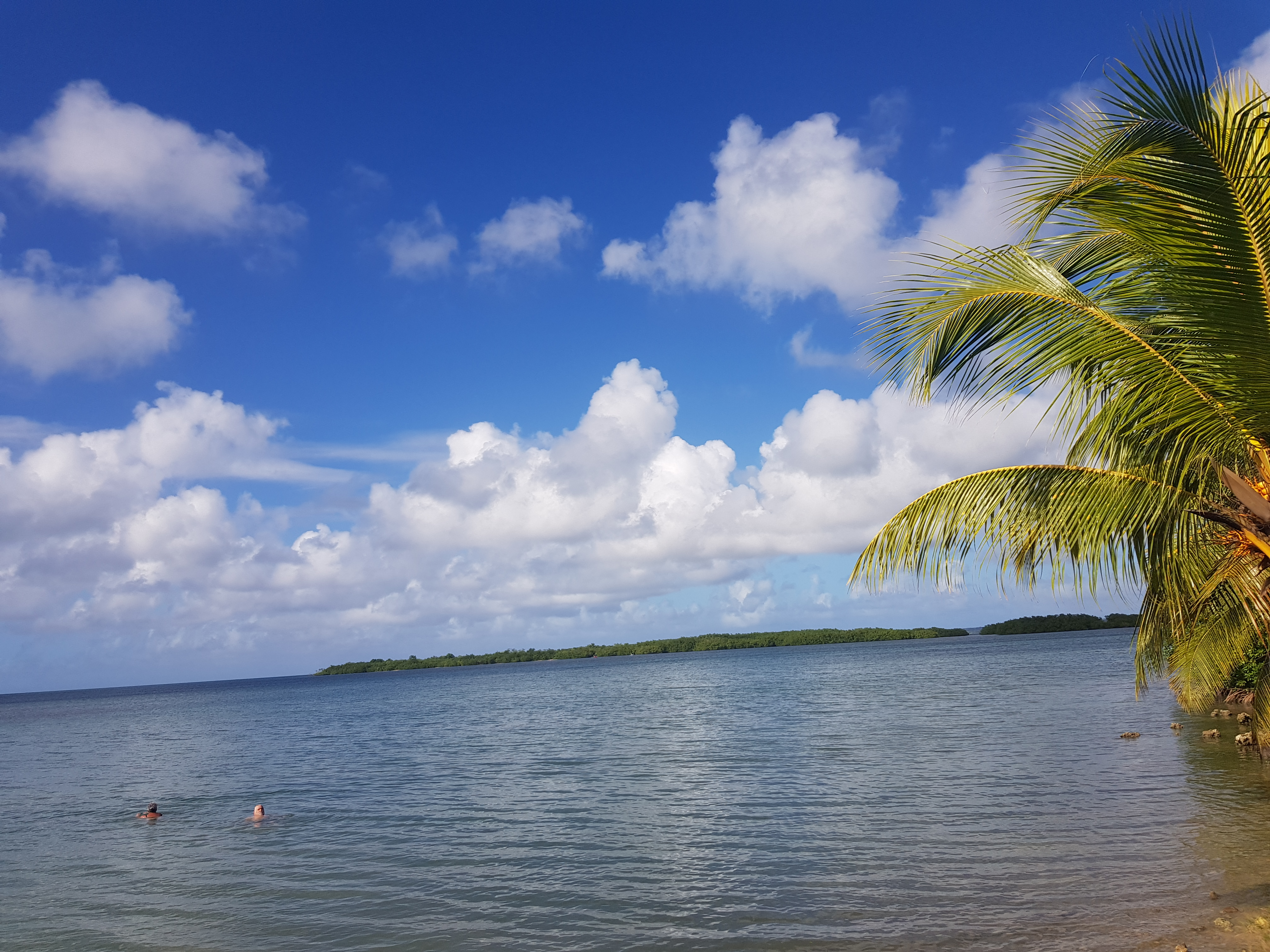
Ilet Rat, face à la plage
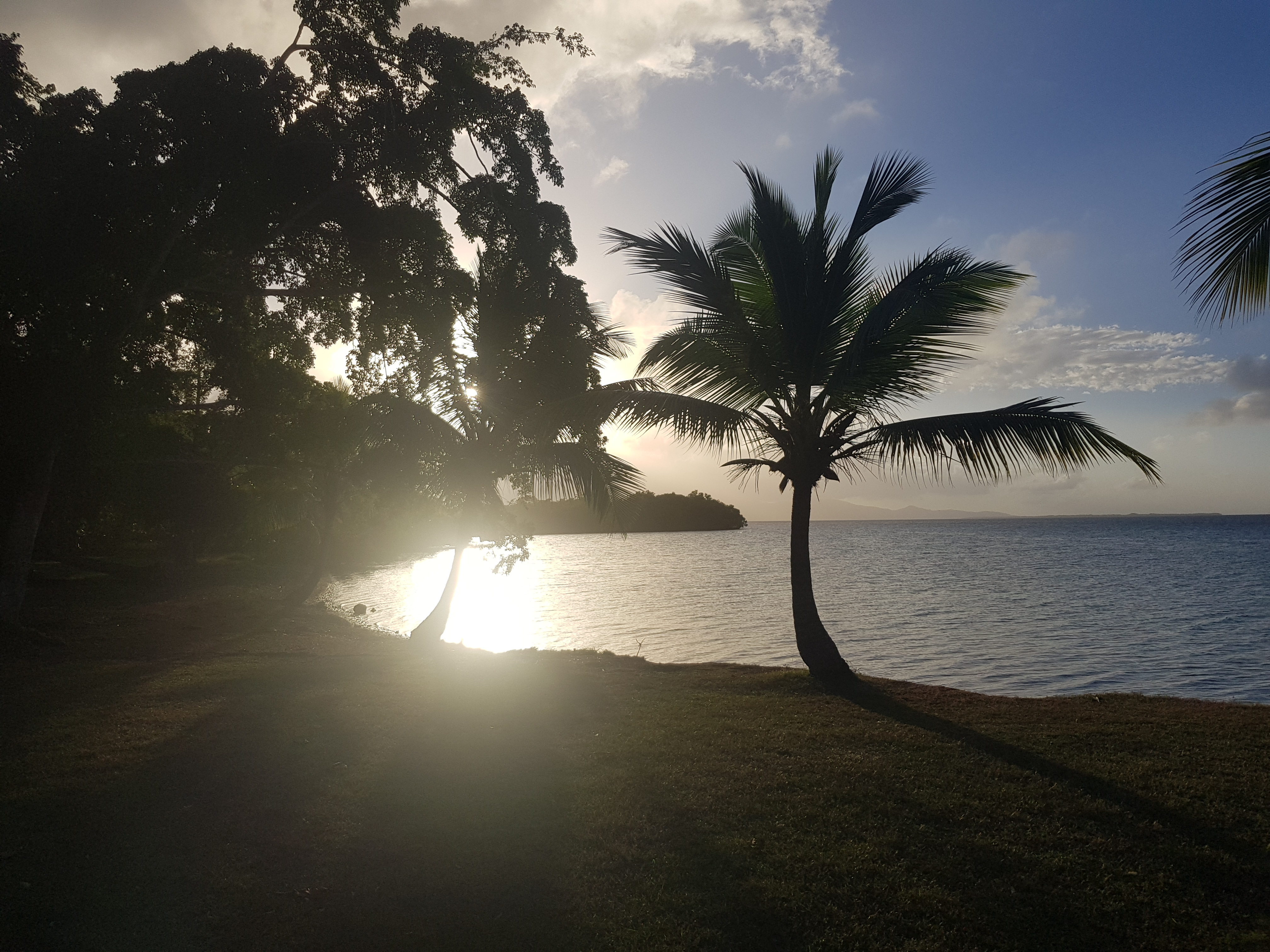
Coucher de soleil à la plage de Babin